# .bi
.bi è il dominio di primo livello nazionale assegnato al Burundi.
È amministrato dal Centre National de L'Informatique.